# Canada aux Jeux olympiques
 (août 2021).
Si vous disposez d'ouvrages ou d'articles de référence ou si vous connaissez des sites web de qualité traitant du thème abordé ici, merci de compléter l'article en donnant les références utiles à sa vérifiabilité et en les liant à la section « Notes et références ».
Le Canada (CAN) a participé à tous les Jeux olympiques d'hiver et pratiquement à tous les Jeux olympiques d'été, excepté ceux de 1896 et de 1980, ces derniers en raison d'un boycott. Le Comité olympique canadien (COC) en est le Comité national olympique.

## Histoire
La ville de Vancouver en Colombie-Britannique a accueilli les Jeux olympiques d'hiver de 2010, qui se sont déroulés du 12 au 28 février 2010. Il s'agit de l'édition des jeux où le Canada est arrivé premier au classement général, avec une récolte de 14 médailles d'or. Avant cela, le Canada avait accueilli les Jeux olympiques d'été de 1976, à Montréal, et les Jeux olympiques d'hiver de 1988, à Calgary, sans parvenir à remporter une seule médaille d'or en tant qu'hôte des jeux. 
Lors des Jeux olympiques d'hiver de 2006 à Turin en Italie, le Canada est arrivé au troisième rang du nombre total de médailles obtenues derrière l'Allemagne et les États-Unis. C'est lors d'une nouvelle discipline olympique, le snowboard cross, que Dominique Maltais remporta une médaille de bronze. Cindy Klassen établit un nouveau record canadien en emportant un total de cinq médailles (une d'or, deux d'argent et deux de bronze), toutes obtenues en patinage de vitesse.

## Accueil des Jeux
Le Canada fut pays hôte des Jeux à trois reprises.
| Jeux                            | Ville hôte | Dates                  | Nombre de nations | Nombre d'athlètes | Nombre de compétitions |
| ------------------------------- | ---------- | ---------------------- | ----------------- | ----------------- | ---------------------- |
| Jeux olympiques d'été de 1976   | Montréal   | 17 juillet au 1er août | 92                | 6028              | 198                    |
| Jeux olympiques d'hiver de 1988 | Calgary    | 13 au 28 février       | 57                | 1423              | 46                     |
| Jeux olympiques d'hiver de 2010 | Vancouver  | 12 au 28 février       | 82                | 2632              | 86                     |

## Tableau des médailles

### Par année

Nombre de médailles récoltées par le Canada aux Jeux Olympiques d'été de 1900 à 2012.

Nombre de médailles récoltées par le Canada aux Jeux Olympiques d'hiver de 1924 à 2014.

| Année | Médaille d'or, Jeux olympiques | Médaille d'argent, Jeux olympiques | Médaille de bronze, Jeux olympiques | Total             | Rang              |
| 1896  | n'a pas participé              | n'a pas participé                  | n'a pas participé                   | n'a pas participé | n'a pas participé |
| 1900  | 1                              | 0                                  | 1                                   | 2                 | 13e               |
| 1904  | 4                              | 1                                  | 1                                   | 6                 | 4e                |
| 1908  | 3                              | 3                                  | 10                                  | 16                | 7e                |
| 1912  | 3                              | 2                                  | 3                                   | 8                 | 9e                |
| 1920  | 3                              | 3                                  | 3                                   | 9                 | 12e               |
| 1924  | 0                              | 3                                  | 1                                   | 4                 | 20e               |
| 1928  | 4                              | 4                                  | 7                                   | 15                | 10e               |
| 1932  | 2                              | 5                                  | 8                                   | 15                | 12e               |
| 1936  | 1                              | 3                                  | 5                                   | 9                 | 17e               |
| 1948  | 0                              | 1                                  | 2                                   | 3                 | 25e               |
| 1952  | 1                              | 2                                  | 0                                   | 3                 | 21e               |
| 1956  | 2                              | 1                                  | 3                                   | 6                 | 15e               |
| 1960  | 0                              | 1                                  | 0                                   | 1                 | 32e               |
| 1964  | 1                              | 2                                  | 1                                   | 4                 | 22e               |
| 1968  | 1                              | 3                                  | 1                                   | 5                 | 23e               |
| 1972  | 0                              | 2                                  | 3                                   | 5                 | 27e               |
| 1976  | 0                              | 5                                  | 6                                   | 11                | 27e               |
| 1980  | n'a pas participé              | n'a pas participé                  | n'a pas participé                   | n'a pas participé | n'a pas participé |
| 1984  | 10                             | 18                                 | 16                                  | 44                | 6e                |
| 1988  | 3                              | 2                                  | 5                                   | 10                | 19e               |
| 1992  | 7                              | 4                                  | 7                                   | 18                | 11e               |
| 1996  | 3                              | 11                                 | 8                                   | 22                | 21e               |
| 2000  | 3                              | 3                                  | 8                                   | 14                | 24e               |
| 2004  | 3                              | 6                                  | 3                                   | 12                | 21e               |
| 2008  | 3                              | 9                                  | 8                                   | 20                | 19e               |
| 2012  | 2                              | 6                                  | 10                                  | 18                | 26e               |
| 2016  | 4                              | 3                                  | 15                                  | 22                | 20e               |
| 2020  | 7                              | 6                                  | 11                                  | 24                | 11e               |
| 2024  | 9                              | 7                                  | 11                                  | 27                | 12e               |
| Total | 80                             | 116                                | 157                                 | 353               |                   |

| Année | Médaille d'or, Jeux olympiques | Médaille d'argent, Jeux olympiques | Médaille de bronze, Jeux olympiques | Total | Rang |
| 1924  | 1                              | 0                                  | 0                                   | 1     | 8e   |
| 1928  | 1                              | 0                                  | 0                                   | 1     | 5e   |
| 1932  | 1                              | 1                                  | 5                                   | 7     | 4e   |
| 1936  | 0                              | 1                                  | 0                                   | 1     | 9e   |
| 1948  | 2                              | 0                                  | 1                                   | 3     | 6e   |
| 1952  | 1                              | 0                                  | 1                                   | 2     | 7e   |
| 1956  | 0                              | 1                                  | 2                                   | 3     | 10e  |
| 1960  | 2                              | 1                                  | 1                                   | 4     | 7e   |
| 1964  | 1                              | 0                                  | 2                                   | 3     | 10e  |
| 1968  | 1                              | 1                                  | 1                                   | 3     | 13e  |
| 1972  | 0                              | 1                                  | 0                                   | 1     | 17e  |
| 1976  | 1                              | 1                                  | 1                                   | 3     | 11e  |
| 1980  | 0                              | 1                                  | 1                                   | 2     | 14e  |
| 1984  | 2                              | 1                                  | 1                                   | 4     | 9e   |
| 1988  | 0                              | 2                                  | 3                                   | 5     | 13e  |
| 1992  | 2                              | 3                                  | 2                                   | 7     | 9e   |
| 1994  | 3                              | 6                                  | 4                                   | 13    | 7e   |
| 1998  | 6                              | 5                                  | 4                                   | 15    | 4e   |
| 2002  | 7                              | 3                                  | 7                                   | 17    | 4e   |
| 2006  | 7                              | 10                                 | 7                                   | 24    | 5e   |
| 2010  | 14                             | 7                                  | 5                                   | 26    | 1er  |
| 2014  | 10                             | 10                                 | 5                                   | 25    | 3e   |
| 2018  | 11                             | 8                                  | 10                                  | 29    | 3e   |
| 2022  | 4                              | 8                                  | 14                                  | 26    | 11e  |
| Total | 77                             | 71                                 | 77                                  | 225   |      |

### Par sport
| Place | Sport                 | Médaille d'or, Jeux olympiques | Médaille d'argent, Jeux olympiques | Médaille de bronze, Jeux olympiques | Total |
| 1     | Athlétisme            | 19                             | 19                                 | 33                                  | 71    |
| 2     | Aviron                | 10                             | 17                                 | 16                                  | 43    |
| 3     | Natation              | 12                             | 20                                 | 30                                  | 62    |
| 4     | Canoë-kayak           | 5                              | 11                                 | 12                                  | 28    |
| 5     | Tir                   | 4                              | 3                                  | 2                                   | 9     |
| 6     | Boxe                  | 3                              | 7                                  | 8                                   | 18    |
| 7     | Natation synchronisée | 3                              | 4                                  | 1                                   | 8     |
| 8     | Gymnastique           | 4                              | 3                                  | 2                                   | 9     |
| 9     | Lutte                 | 2                              | 7                                  | 7                                   | 16    |
| 10    | Équitation            | 2                              | 2                                  | 2                                   | 6     |
| 11    | Crosse                | 2                              | 0                                  | 1                                   | 3     |
| 12    | Cyclisme              | 2                              | 5                                  | 7                                   | 14    |
| 13    | Plongeon              | 1                              | 5                                  | 9                                   | 15    |
| 14    | Triathlon             | 1                              | 1                                  | 0                                   | 2     |
| 15    | Football              | 2                              | 0                                  | 1                                   | 3     |
| 16    | Golf                  | 1                              | 0                                  | 0                                   | 1     |
| 16    | Hockey sur gazon      | 1                              | 0                                  | 0                                   | 1     |
| 16    | Tennis                | 1                              | 0                                  | 1                                   | 2     |
| 19    | Voile                 | 0                              | 3                                  | 6                                   | 9     |
| 20    | Judo                  | 1                              | 2                                  | 5                                   | 8     |
| 21    | Haltérophilie         | 2                              | 3                                  | 1                                   | 6     |
| 22    | Taekwondo             | 0                              | 1                                  | 2                                   | 3     |
| 23    | Basket-ball           | 0                              | 1                                  | 0                                   | 1     |
| 24    | Volley-ball           | 0                              | 0                                  | 1                                   | 1     |
| Total | Total                 | 78                             | 114                                | 147                                 | 339   |

| Place | Sport               | Médaille d'or, Jeux olympiques | Médaille d'argent, Jeux olympiques | Médaille de bronze, Jeux olympiques | Total |
| 1     | Hockey sur glace    | 14                             | 6                                  | 3                                   | 23    |
| 2     | Patinage de vitesse | 8                              | 12                                 | 15                                  | 35    |
| 3     | Courte piste        | 8                              | 11                                 | 9                                   | 28    |
| 4     | Ski acrobatique     | 8                              | 7                                  | 3                                   | 18    |
| 5     | Curling             | 5                              | 3                                  | 2                                   | 10    |
| 6     | Patinage artistique | 4                              | 10                                 | 11                                  | 25    |
| 7     | Bobsleigh           | 4                              | 2                                  | 1                                   | 7     |
| 8     | Ski alpin           | 4                              | 1                                  | 6                                   | 11    |
| 9     | Snowboard           | 3                              | 2                                  | 2                                   | 7     |
| 10    | Skeleton            | 2                              | 1                                  | 1                                   | 4     |
| 11    | Ski de fond         | 2                              | 1                                  | 0                                   | 3     |
| 12    | Biathlon            | 2                              | 0                                  | 1                                   | 3     |
| Total | Total               | 62                             | 55                                 | 53                                  | 170   |